# 布倫代什蒂鄉
47°20′N 27°29′E / 47.333°N 27.483°E
布倫代什蒂鄉（羅馬尼亞語：Comuna Blândești, Botoșani），是羅馬尼亞的鄉份，位於該國東北部，由博托沙尼縣負責管轄，面積46平方公里，海拔高度95米，2007年人口2,412，人口密度每平方公里53人。